# Качкаева, Анна Григорьевна
Анна Григорьевна Качкаева (род. 26 января 1965, Казань) — российская журналистка, радиоведущая, медиакритик, педагог.
Сотрудничала с Радио Свобода с 1994 по 2012 г. Редактор и ведущая программ «Смотрим телевизор» и «Время гостей», телевизионный обозреватель.
Кандидат филологических наук. Автор более сотни публикаций в научных и популярных изданиях в России и за рубежом, один из авторов учебника «Телевизионная журналистика». Заведующая кафедрой телевидения и радиовещания факультета журналистики МГУ (2005—2011). Доцент, затем — профессор Высшей школы экономики (2009—2022). Декан факультета медиакоммуникаций Высшей школы экономики (2011—2014). Научный руководитель Высшей школы журналистики НИУ ВШЭ (2009—2014).
Была директором Всероссийского конкурса информационных программ региональных телекомпаний «Новости — время местное», получившего в 2001 году премию «ТЭФИ» в номинации «Телевизионное событие года».
Член Академии Российского телевидения (2007 — 2023).

## Биография
Родилась в Казани.
В 1987 году окончила Отделение журналистики филологического факультета Казанского государственного университета.
В период учёбы в КГУ работала корреспондентом и автором программ на Казанской студии ТВ.
В 1987—1990 годах — аспирант кафедры ТВ и радиовещания факультета журналистики МГУ им. М. В. Ломоносова. В 1990 году стала кандидатом филологических наук, защитив диссертацию по теме «Телевидение в социальном развитии региона». В 1990 — 2011 гг. — преподаватель кафедры телевидения и радиовещания МГУ.
В 1993 — 2013 годах — сотрудник Московского бюро Радио Свобода. Редактор и ведущая программ «Смотрим телевизор» и «Время гостей», телевизионный обозреватель.
В 1995 году — заместитель главного редактора ТВ-еженедельника «7 дней».
В 1998 — 2000 годах — директор Всероссийского конкурса информационных программ региональных ТВ-компаний «Новости — время местное» (удостоен премии ТЭФИ в 2001 году в номинации «Телевизионное событие года»).
В 2005 — 2011 годах — заведующая кафедрой телевидения и радиовещания факультета журналистики МГУ им. М. В. Ломоносова.
C 2009 года по 2022 год преподавала в Высшей школе экономики, читала такие курсы, как "История и теория медиа", "Медиакритика", "Аудиовизуальная коммуникация и цифровизация медиа", "Аудиовизуальные коммуникации: история и современность", "Журналистика в мультимедийной среде", "Цифровые медиа для будущего", "Трансмедийный сторителлинг" и другие.
В 2009 — 2014 годах — научный руководитель Высшей школы журналистики НИУ ВШЭ.
В 2011 — 2014 годах — декан факультета медиакоммуникаций НИУ ВШЭ.
В 2019 — 2022 годах — директор Центра цифровых коммуникаций и медиаграмотности НИУ ВШЭ.
Один из авторов учебника «Телевизионная журналистика», автор более сотни публикаций (в основном по ТВ-журналистике) в научных и популярных изданиях в России и за рубежом. Соавтор аналитического обзора «Российские информационные империи» (2000).
С 26 августа 2013 года входит в состав Совета по присуждению премий Правительства Российской Федерации в области средств массовой информации.
В 2007 — 2023 годах была членом Академии Российского телевидения.
Является членом научного совета журнала "Искусство кино".

## Личная жизнь
Замужем, имеет дочь.